# Rheochloa
Rheochloa là một chi thực vật có hoa trong họ Hòa thảo (Poaceae).

## Loài
Chi Rheochloa gồm các loài: